# Guerre d'indépendance du Mozambique
Guerres coloniales portugaises
La guerre d’indépendance du Mozambique est un conflit armé entre la guérilla du Front de Libération du Mozambique ou FRELIMO (en portugais : Frente de Libertação de Moçambique) et le Portugal. La guerre se déclenche officiellement le 25 septembre 1964 et se termine avec le cessez-le-feu du 8 septembre 1974. Elle conduit à l'indépendance du Mozambique en 1975.
Cette guerre fait partie des conflits qui embrasent les colonies portugaises africaines à partir de 1961 et le déclenchement de la guerre d’indépendance de l’Angola. Au Mozambique, le conflit commence en 1964 à la suite d’émeutes et d’une frustration grandissante parmi la population mozambicaine qui perçoit la domination étrangère comme une forme de mauvais traitement et d’exploitation, permettant uniquement de servir les intérêts économiques portugais dans la région. En outre, de nombreux Mozambicains ont un profond ressentiment vis-à-vis de la politique portugaise envers les autochtones. Celle-ci est en effet caractérisée par la discrimination et un accès limité à l’éducation ainsi qu’aux emplois qualifiés. À l’image du développement de plusieurs mouvements d’indépendance en Afrique après la Seconde Guerre mondiale, de nombreux Mozambicains sont gagnés par l’idéologie nationaliste. Cette dernière se propage d’autant mieux que le Portugal persiste à maintenir son contrôle sur le territoire. Toutefois, d’autres Mozambicains, en particulier ceux venus des centres urbains, qui sont pleinement intégrés dans l’organisation sociale dirigée par les Portugais se montrent suspicieux envers la montée du courant indépendantiste. Enfin, les habitants d’origine portugaise qui inclut la grande majorité des autorités dirigeantes, accroissent la présence militaire et les projets de développement accélérés.
L’exil massif de l’intelligentsia politique mozambicaine dans les pays voisins offre des refuges où les Mozambicains radicaux peuvent planifier leurs actions et fomenter des émeutes politiques au sein de leur pays. La création du mouvement guérillero FRELIMO en 1962 et le soutien de l’URSS, de la Chine et Cuba qui lui envoient des armes et des conseillers, entraînent une forte poussée des violences qui se prolongent durant une décennie.
D’un point de vue militaire, l’armée régulière portugaise domine les forces indépendantistes durant tout le conflit. Malgré cet avantage, le FRELIMO finit par l’emporter à la suite d’un coup d’État militaire de gauche à Lisbonne qui renverse la dictature portugaise en 1974. Un an plus tard (le 25 juin 1975), le Mozambique accède à l’indépendance. Ce coup d’État aussi connu sous le nom de Révolution des Œillets marque en effet la fin de la domination coloniale portugaise dans l’Est africain. Selon les historiens, cette révolution est en partie motivée par les protestations envers le comportement des soldats portugais dans la guerre et le traitement qu’ils font subir à certaines populations locales au Mozambique. Toutefois, le rôle de l’influence communiste grandissante au sein des militaires révolutionnaires qui dirigent le coup d’État, ainsi que les pressions de la communauté internationale contre les guerres coloniales portugaises sont les principales causes expliquant l’issue de la guerre. 

## Les origines du conflit

### Une colonie portugaise

Les armoiries de la province ultramarine du Mozambique en vigueur jusqu'en 1975.

Au XIXe siècle, le colonialisme européen en Afrique atteint son paroxysme. Après avoir perdu le contrôle du Brésil en Amérique du Sud, le Portugal commence à s’intéresser à l’expansion de ses avant-postes africains. Cela conduit alors à des oppositions directes avec les Britanniques. Depuis que David Livingstone a exploré la région en 1858 dans l’objectif de développer les routes commerciales, l’intérêt britannique au Mozambique est devenu plus important, ce qui alarme le gouvernement portugais. Durant le XIXe siècle, les Britanniques établissent peu à peu leur contrôle sur l’Afrique orientale. Dans le but d’y accroître encore leur domination, ils réclament plusieurs concessions à la colonie portugaise. Pour éviter un conflit naval contre la Royal Navy bien supérieure à la marine portugaise, le Portugal ajuste les frontières de sa colonie, qui deviennent celles du Mozambique actuel en mai 1881. Quant au contrôle du Mozambique, il passe aux mains de diverses organisations comme la Compagnie du Mozambique, la Compagnie du Zambèze ou la Compagnie de Niassa qui sont financées et fournies en main d’œuvre bon marché par l’Empire britannique pour exploiter des mines et construire des voies de chemin de fer. Ces compagnies progressent peu à peu à l’intérieur du continent, établissant des plantations et taxant la population locale, qui avait jusque-là résisté à la progression des colons.

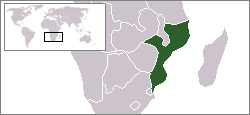
Localisation du Mozambique en Afrique australe.

L’Empire de Gaza, une confédération de tribus indigènes habitant la région des actuels Mozambique et Zimbabwe, tente de résister à l’envahisseur portugais. Il est vaincu en 1895 et les dernières tribus tentant de s’opposer au colonialisme sont défaites en 1902. Lors de la même année, les Portugais fondent Lourenço Marques qui devient la capitale du Mozambique. En 1926, la crise économique et politique au Portugal conduit à l’installation de la Seconde République (connue plus tard sous le nom d’Estado Novo). L’arrivée de ce nouveau régime entraîne un regain d’intérêt pour les colonies africaines. Peu après la Seconde Guerre mondiale, les premières voix appelant à l’autodétermination au Mozambique se font entendre, après que plusieurs pays du monde ont obtenu leur indépendance.

### L'ère Salazar
À la suite de la prise de pouvoir d'António de Oliveira Salazar au Portugal et l'avènement d'Estado Novo, le système mis en place au Mozambique changea encore une fois. Les compagnies privées maintinrent leur pouvoir mais les relations entre les deux pays s'intensifièrent. Le Portugal fit construire de nombreuses infrastructures au Mozambique et des organes représentatifs furent mis en place mais ceux-ci étaient réservés aux seuls colons. L'immigration de la métropole vers le Mozambique fut encouragée ce qui permit à la population coloniale de passer de 30 000 en 1930 à 200 000 au début des années 1970. Toutes ces réformes avaient pour but d'intégrer pleinement le Mozambique à la métropole.

### La montée du FRELIMO
Le Portugal érige le Mozambique au statut de territoire d’outre-mer en 1951 dans le but de montrer au monde que la colonie dispose d’une grande autonomie. Le nouveau nom de la colonie est celui de Province d’Outre-Mer du Mozambique (Província Ultramarina de Moçambique).  Malgré ce changement, le contrôle portugais sur le territoire reste très fort. Dans le même temps, le nombre croissant de nations africaines indépendantes depuis la fin de la Seconde Guerre mondiale, ainsi que les mauvais traitements infligés à la population indigène encouragent la montée de sentiments indépendantistes au Mozambique.
Le Mozambique connaît de larges disparités entre les Portugais aisés et la majorité de la population indigène rurale. Celle-ci est grandement analphabète et conserve son mode de vie traditionnel. En effet, les opportunités d’emplois qualifiés ou de places dans l’administration sont rares pour une population aussi nombreuse. Dès lors, elles n’ont aucune raison de migrer en ville. Toutefois, bon nombre d’indigènes voient leur culture et leurs traditions menacées par le mode de vie portugais. Les dissidents politiques s’opposant à l’autorité portugaise et réclamant l’indépendance sont généralement contraints de s’exiler. Le gouvernement portugais force les fermiers mozambicains à cultiver du riz ou du coton pour l’exportation alors que ces cultures leur fournissent de faibles revenus. De nombreux autres travailleurs (plus de 250 000 en 1950) sont envoyés dans les mines de diamant et d’or. En 1950, 4 353 Mozambicains sur 5 733 000 obtiennent le droit de vote de la part du gouvernement colonial portugais. Le fossé entre les colons portugais et les Mozambicains est illustré par le faible nombre de métis. Ceux-ci sont au nombre de 31 465 sur une population de 8 à 10 millions de personnes en 1960 selon le recensement de cette année.

## Le conflit

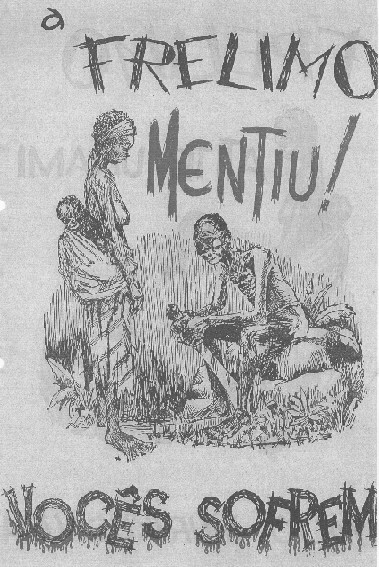
Un tract de propagande portugais envoyé par avion aux Mozambicains et affirmant que le FRELIMO leur ment.

Favorisées par l'accession de plusieurs pays d'Afrique à l'indépendance, des idées nationalistes commencèrent à se développer au Mozambique. Encouragé par l'intellectuel Eduardo Mondlane (1920-1969), sociologue formé aux États-Unis, et d'autres chefs d'État de pays environnants comme la Tanzanie, un front d'indépendance du Mozambique fut créé le 25 juin 1962 à Dar Es Salam sous le nom de FRELIMO. Au début de son existence, le FRELIMO voulut obtenir son indépendance par le biais de la lutte pacifique mais après deux ans de structuration et une tentative de libération pacifique avortée, l'organisation bascula dans la lutte armée étant donné l'inflexibilité des autorités portugaises.
Le FRELIMO décide de déclencher la lutte armée à partir de 1964. Depuis sa base arrière en Tanzanie, le FRELIMO supervise des opérations de plus en plus millimétrées sur le territoire mozambicain. Seulement la branche armée de l'organisation ne fait pas le poids face à une armée portugaise beaucoup plus nombreuse qui déploie jusqu'à 24 000 hommes en 1967.
Le FRELIMO dispose cependant du soutien inconditionnel de la population, influencée non seulement par la volonté d'indépendance du pays mais aussi par l'idéologie communiste dont se revendique le FRELIMO. La guérilla dispose aussi du fort atout du terrain boisé du pays dans laquelle elle peut piéger l'armée portugaise. Cependant le conflit s'enlise peu à peu mais le Portugal réussit à convaincre l'OTAN de la dangerosité de la menace FRELIMO. Les forces de l'OTAN vont alors soutenir l'armée portugaise notamment en développant des moyens anti-insurrectionnels dans tout le pays. Des opérations d'une envergure toujours plus grande se déroulent sur l'ensemble du territoire. Le conflit s'accélère à la suite de l'assassinat par colis piégé du chef des FRELIMO, Eduardo Mondlane, au quartier général de Dar Es Salam.

## Guerre d'usure et fin du conflit
Peu à peu, la guerre active s'enlise et se transforme en guerre d'usure. L'armée peine à mettre la main sur les membres du FRELIMO et ceux-ci sont souvent contraints de se cacher pour éviter de se faire capturer. De plus, la réputation du Portugal et de la légitimité de la lutte anti-insurrectionnelle sont ternies par les révélations faites sur plusieurs massacres commis par l'armée sur des villageois supposés membres du FRELIMO, par exemple le massacre de Wiriyamu en décembre 1972. Les finances du Portugal s'affaissent et le budget consacré à la lutte et au maintien de l'ordre et des intérêts portugais au Mozambique, mais c'est aussi le cas en Angola, atteint 40 % du budget national. 
En avril 1974, la révolution des Œillets met fin au pouvoir du successeur de Salazar, Marcelo Caetano, et dans le même temps au conflit par l'établissement d'un cessez-le-feu. L'indépendance est finalement signée le 25 juin 1975, soit treize ans après la création du FRELIMO.

## Bilan
La guerre d'indépendance du Mozambique a fait 65 300 morts. Ce sont des civils mozambicains qui représentent la majorité des victimes du conflit. Elle a fait 3 500 morts parmi l'armée portugaise et 10 000 pour les combattants du FRELIMO. Ce conflit fut l'un des plus meurtriers de tout le continent et représente un enjeu non seulement pour la paix mais aussi pour la Guerre froide. L'indépendance n'apporta pas la paix au Mozambique puisqu'il devait s'ensuivre des années de guerre civile.